# Uppdrag i London
Uppdrag i London (engelska: The Power And The Prize) är en amerikansk långfilm från 1956 i regi av Henry Koster, med Robert Taylor, Elisabeth Müller, Burl Ives och Charles Coburn i rollerna. Filmen är baserad på en roman av Howard Swigett och hade svensk premiär den 30 september 1957. 

## Rollista
| Robert Taylor      | – Cliff Barton         |
| Elisabeth Müller   | – Miriam Linka         |
| Burl Ives          | – George Salt          |
| Charles Coburn     | – Guy Eliot            |
| Cedric Hardwicke   | – Mr. Carew            |
| Mary Astor         | – Mrs. George Salt     |
| Niki Dantine       | – Joan Salt            |
| Cameron Prud'Homme | – Reverend John Barton |
| Richard Erdman     | – Lester Everett       |